# وایدهاوس
وایدهاوس (به آلمانی: Waidhaus) یک شهر در آلمان است که در نویشتادت ان در والدناب واقع شده‌است. وایدهاوس ۲٬۴۶۱ نفر جمعیت دارد.